# Paraphaenodiscus rizicola
Paraphaenodiscus rizicola är en stekelart som först beskrevs av Jean Risbec 1956.  Paraphaenodiscus rizicola ingår i släktet Paraphaenodiscus och familjen sköldlussteklar. Inga underarter finns listade i Catalogue of Life.